# Literaturjahr 1913
Liste der Literaturjahre

◄◄ | ◄ | 1909 | 1910 | 1911 | 1912 | Literaturjahr 1913 | 1914 | 1915 | 1916 | 1917 | ► | ►►

Weitere Ereignisse

## Ereignisse

### Bibliotheken und Verlagswesen
Karl Mays Witwe, Universalerbin und Nachlassverwalterin Klara May, Mays bisheriger Hauptverleger Friedrich Ernst Fehsenfeld und der Jurist Euchar Albrecht Schmid als Geschäftsführer gründen am 1. Juli, rund ein Jahr nach dem Tod des Schriftstellers, in Radebeul den Verlag der Karl-May-Stiftung Fehsenfeld & Co., der ab 1915 den Namen Karl-May-Verlag (KMV) trägt. Es gelingt ihnen, alle laufenden Rechtsstreitigkeiten beizulegen und die Rechte an in anderen Verlagen erschienenen Werken zu erwerben. Die existierende Reihe der Gesammelten Reiseerzählungen wird um Überarbeitungen dieser Texte erweitert und in Karl May’s Gesammelte Werke umbenannt. 
Die im Vorjahr gegründete Deutsche Bücherei, Vorgängerin der Deutschen Nationalbibliothek, sammelt ab 1913 die gesamte in Deutschland erschienene deutschsprachige und fremdsprachige Literatur sowie ausländische Literatur in deutscher Sprache. Die Bibliothek ist eine Präsenzbibliothek, die jedermann zur Verfügung steht, die Titel werden in einer Nationalbibliografie verzeichnet. Die Deutsche Bücherei erfüllt damit die Funktion einer Nationalbibliothek. Sitz der Bibliothek ist Leipzig. 
Im Rom wird die Bibliotheca Hertziana als Max-Planck-Institut für Kunstgeschichte unter der Leitung des Kunsthistorikers Ernst Steinmann gegründet. Das Institut residiert im Palazzo Zuccari, den die Kunstmäzenin Henriette Hertz zusammen mit einer Bibliothek von 5000 Bänden der Kaiser-Wilhelm-Gesellschaft vermacht hatte.

### Periodika

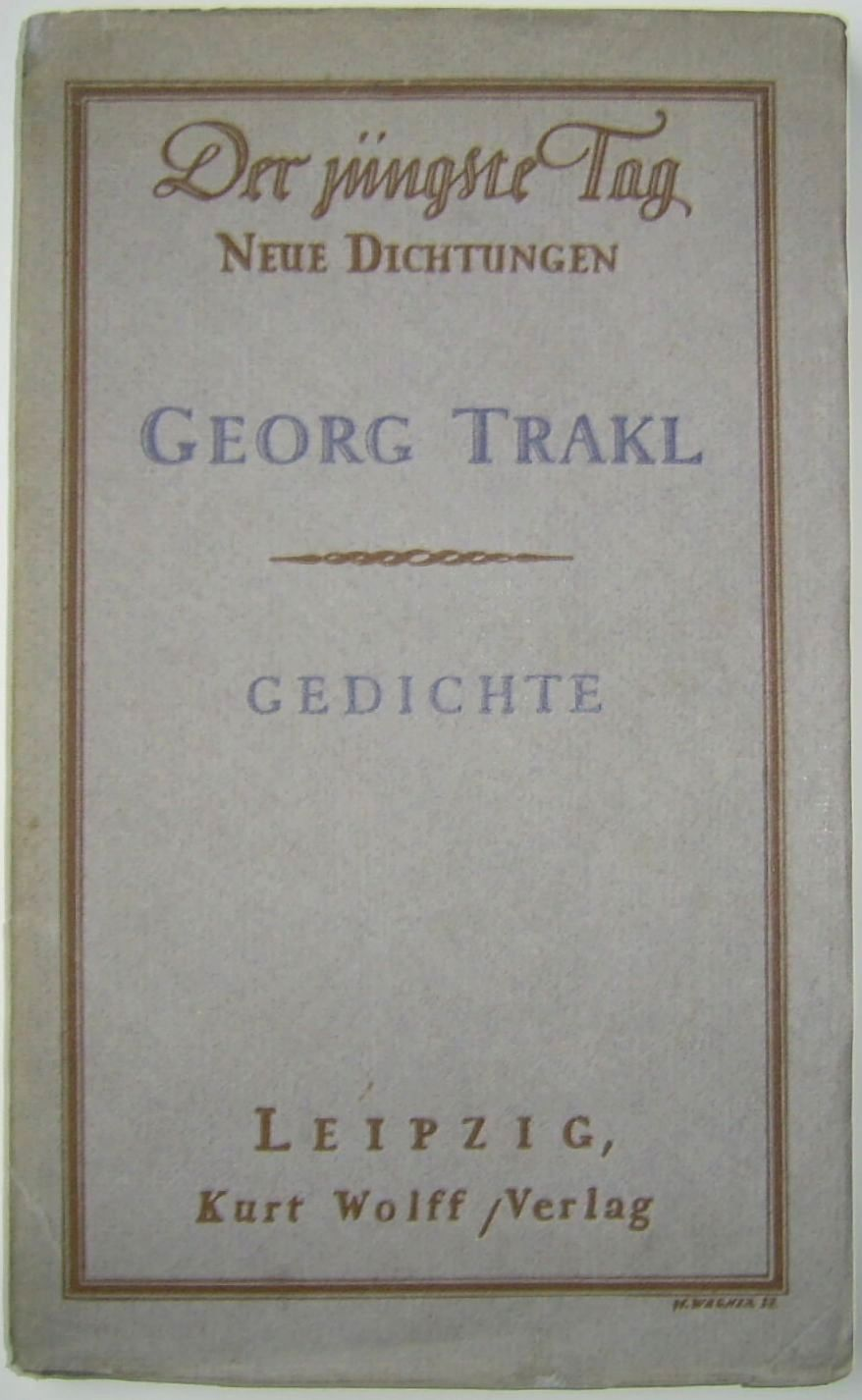
Buchdeckel der Erstausgabe

- Anfang des Jahres: Kurt Wolff, Franz Werfel und Max Brod beginnen mit der Herausgabe der Broschürenreihe Der jüngste Tag. Eines der ersten veröffentlichten Werke (Bd. 3) ist die Erzählung Der Heizer von Franz Kafka. Im Juli erscheint eine Sammlung lyrischer Werke des österreichischen expressionistischen und symbolistischen Dichters Georg Trakl unter dem Titel Gedichte (Bd. 7/8).
- 24. November: Der Ullstein Verlag kauft für fünfeinhalb Millionen Mark die bisher in Familienbesitz befindliche Vossische Zeitung.

### Verbände
- Auf Initiative von Emma Haushofer-Merk und Carry Brachvogel wird im November der Münchner Schriftstellerinnen-Verein als Teil der Ersten Frauenbewegung gegründet, dem unter anderem Ricarda Huch, Annette Kolb und Isolde Kurz beitreten.

### Neuerscheinungen

#### Prosa
- Februar bis April: Arthur Schnitzler veröffentlicht die Erzählung Frau Beate und ihr Sohn in der Literaturzeitschrift Die neue Rundschau in Berlin.
- Am 13. November erscheint Du côté de chez Swann als erster Band des Romanwerks À la recherche du temps perdu bei Grasset auf Prousts eigene Kosten, nachdem der Roman von den Verlegern, u. a. von André Gide, dem damaligen Lektor im Verlag Gallimard, abgelehnt worden ist.
- Stefan Zweig veröffentlicht seine Novelle Brennendes Geheimnis erstmals als Einzelausgabe.

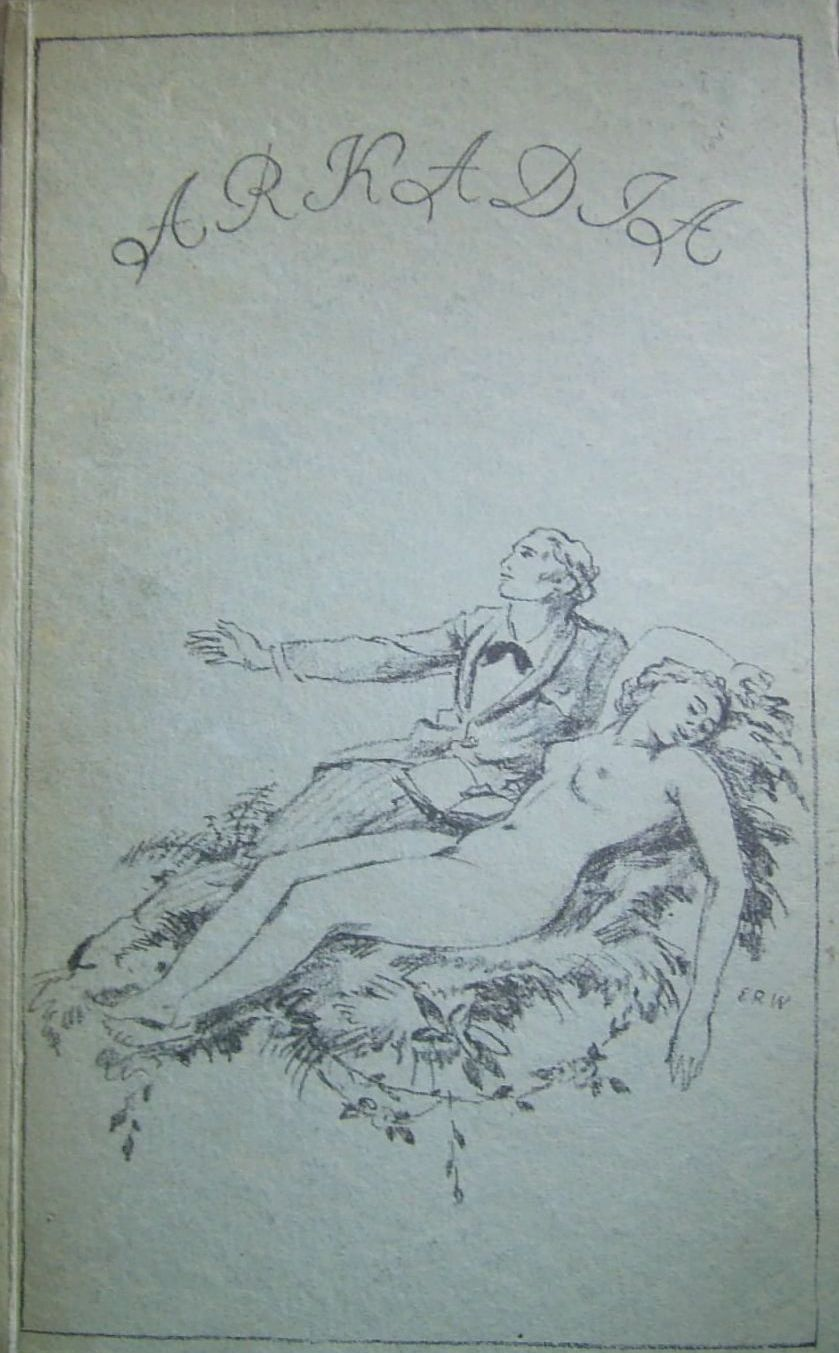
Arkadia von 1913, in der Das Urteil erstmals erschien

- Franz Kafka veröffentlicht die im September des Vorjahres entstandene Erzählung Das Urteil.
- D. H. Lawrence veröffentlicht den Roman Sons and Lovers (Söhne und Liebhaber). Das Werk erhält anfänglich nur indifferente Kritiken und wird als „obszön“ geschmäht.
- Lyman Frank Baum veröffentlicht das Kinderbuch The Patchwork Girl of Oz (Dorothy und das Patchwork-Mädchen), einen weiteren Roman aus der Wizard of Oz-Serie.
- Von Hedwig Courths-Mahler erscheint der Roman Das Halsband.
- Von Max Brod erscheint die Erzählung Ein Junge vom Lande.
- Von dem evangelischen Pfarrer und Schriftsteller Artur Brausewetter erscheint der Roman Gedanken über den Tod – einer von insgesamt rund 50 Romanen, die er in seinem Leben verfasste.

#### Lyrik
- April: Guillaume Apollinaire veröffentlicht einen Sammelband aus den besten seiner bisherigen lyrischen Werke. Das Werk Alcools stößt überwiegend auf negative Kritik, vor allem weil der Dichter die gesamte Interpunktion aus den Gedichten gestrichen hat. Apollinaire, der sich von dem Band einen Durchbruch erhofft hat, reagiert mit aggressiven Formulierungen in literatur- und kunsttheoretischen Artikeln. Die Gegenangriffe provozieren ihn zu Duellforderungen, die aber unrealisiert bleiben.

- Gottfried Benn: Söhne, ein Gedichtzyklus
- Max Brod: Die Höhe des Gefühls, Gedichte
- Else Lasker-Schüler: Hebräische Balladen, Gedichtsammlung

#### Drama
- 28. Februar: Die deutschsprachige Erstaufführung am Theater an der Wien ist die Grundlage für den Welterfolg des Theaterstücks Liliom des ungarischen Dramatikers Ferenc Molnár, das nach der Uraufführung in Budapest am 7. Dezember 1909 von Presse und Publikum verrissen worden ist. Regisseur Alfred Polgar hat das Stück nach Wien verlegt, Direktor Josef Jarno und seine Gattin Hansi Niese spielen die Hauptrollen.
- 9. April: Die Uraufführung der Tragödie Raskolnikoff von Leo Birinski nach dem Roman Schuld und Sühne von Dostojewski erfolgt am Fürstlichen Hoftheater in Gera.
- 13. Mai: Das Festspiel in deutschen Reimen von Gerhart Hauptmann in der Inszenierung von Max Reinhardt wird in der Jahrhunderthalle in Breslau uraufgeführt. Das Festspiel zum hundertjährigen Jubiläum der Freiheitskriege gegen Napoleon löst mit seiner Kriegskritik einen Skandal aus. Nach Protesten von Kriegsveteranenverbänden und auf Intervention von Kronprinz Friedrich Wilhelm von Hohenzollern wird das Stück nach elf von 15 geplanten Aufführungen am 18. Juni abgesetzt.
- 16. Oktober: George Bernard Shaws im Vorjahr verfasstes Schauspiel Pygmalion hat in der deutschsprachigen Übersetzung von Siegfried Trebitsch Sprache seine Welturaufführung am Hofburgtheater in Wien. Unter der Regie von Hugo Thimig spielen Max Paulsen und Lili Marberg die Hauptrollen. Das Schauspiel löst einen Skandal aus, weil es für die damaligen Verhältnisse geradezu exzessiv Schimpfwörter verwendet. Am 1. November erfolgt die Premiere am Berliner Lessingtheater mit Tilla Durieux und Albert Steinrück.
- 8. November: Im Münchner Residenztheater findet auf beharrliche Anregung Hugo von Hofmannsthals die Uraufführung des Dramenfragments Woyzeck von Georg Büchner statt, rund 80 Jahre nach seinem Entstehen. Die Bühnenbilder und die Kostüme schuf Alfred Roller. Den Woyzeck spielt Albert Steinrück. Das Werk hat auf Künstler, Regisseure, Maler, Musiker und Filmemacher in der ganzen Welt Einfluss.

- Carl Sternberg beginnt mit der Arbeit an dem Schauspiel 1913, dem dritten Teil der Trilogie Aus dem deutschen Heldenleben.

#### Wissenschaftliche Literatur

##### Naturwissenschaften

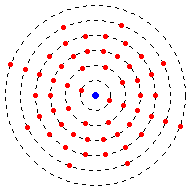
Elektronenanordnung des Bariums nach dem bohrschen Atommodell

- Niels Bohr postuliert sein Atommodell mit der Quantelung der Atomradien.
- William Henry Bragg veröffentlicht die nach ihm benannte Reflexionsbedingung für Röntgenstrahlinterferenzen in Festkörpern.
- Kasimir Fajans und Frederick Soddy stellen die radioaktive Verschiebungssätze auf.
- Henry Moseley stellt das nach ihm benannte Gesetz zur charakteristischen Strahlung der Elemente unter Einbeziehung des bohrschen Atommodells auf.

##### Psychologie

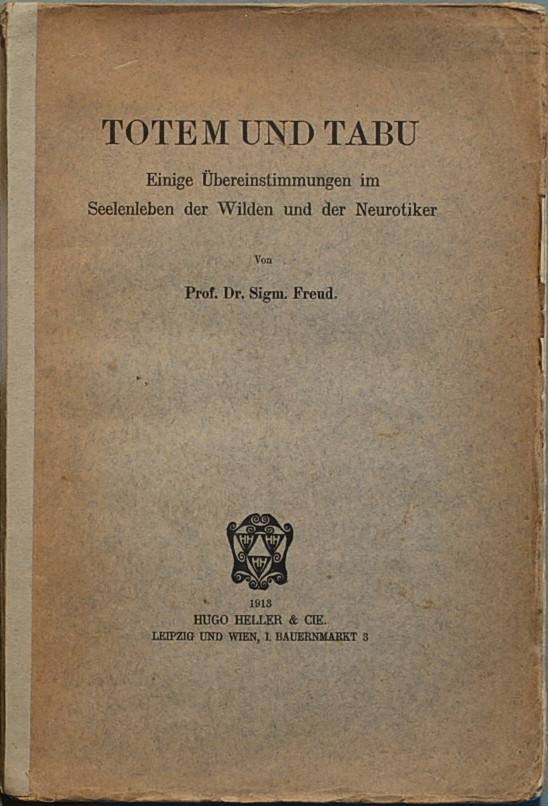
Original-Broschur des Erstdrucks

- Sigmund Freud veröffentlicht die Schrift Totem und Tabu, in der er sich mit dem Inzestverbot auseinandersetzt.
- 13. Dezember: Karl Jaspers reicht an der Philosophischen Fakultät der Universität Heidelberg bei Wilhelm Windelband sein Lehrbuch der Allgemeinen Psychopathologie als Habilitationsschrift ein und habilitiert sich im Fach Psychologie.

#### Essays
- Max Brod: Über die Schönheit häßlicher Bilder. Ein Vademecum für Romantiker unserer Zeit. Sammlung von Essays
- Alfred Döblin: An Romanautoren und ihre Kritiker. Berliner Programm

### Preisverleihungen

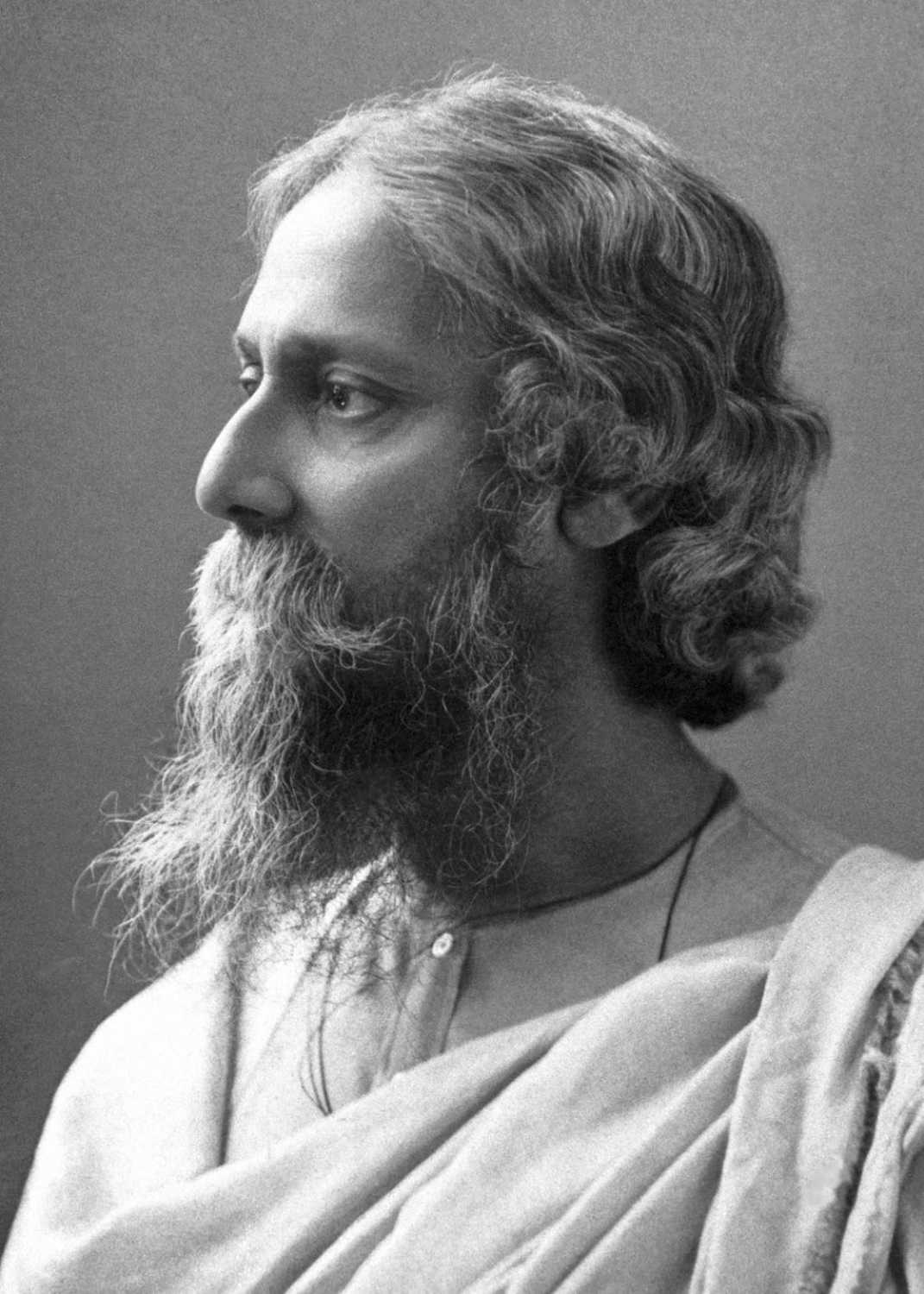
Rabindranath Tagore

- Nobelpreis: Der Inder Rabindranath Tagore erhält „auf Grund der tiefen und hohen Beziehung sowie der Schönheit und Frische seiner Dichtungen, die auf eine glänzende Weise sein dichterisches Schaffen auch in dessen eigentümlichem englischen Gewand der schönen Literatur des Abendlandes einverleibt“ den Nobelpreis für Literatur. Er ist der erste asiatische Preisträger.

- Prix Femina: Camille Marbo für  La Statue voilée
- Theodor-Fontane-Preis für Kunst und Literatur: Annette Kolb
- Prix Goncourt: Marc Elder für den Roman Le Peuple de la mer

### Sonstiges

Frontansicht der Statue

- 23. August: Im Hafen von Kopenhagen wird die auf H. C. Andersens Märchenfigur bezugnehmende Bronzestatue Die kleine Meerjungfrau von Edvard Eriksen aufgestellt.

- In Rom wird die American Academy in Rome gegründet.
- Die Deutsche Akademie Rom Villa Massimo wird von Eduard Arnhold dem preußischen Staat gestiftet.

## Geboren

### Erstes Halbjahr
- 01. Januar: Ara Masahito, japanischer Literaturwissenschaftler und -kritiker († 1979)
- 19. Januar: Irma Petzold-Heinz, deutsche Schriftstellerin († 1991)
- 24. Januar: Wolf von Niebelschütz, deutscher Schriftsteller und Historiker († 1960)
- 28. Januar: Ernst Cramer, deutscher Publizist, Vorstand der Axel-Springer-Stiftung († 2010)
- 31. Januar: Gustav Sichelschmidt, deutscher Schriftsteller († 1996)
- 04. Februar: Birgitta Wolf, schwedische Publizistin († 2009)
- 17. Februar: René Leibowitz, französischer Komponist, Dirigent, Schriftsteller und Musikpädagoge († 1972)
- 17. Februar: Werner Quednau, deutscher Schriftsteller († 2004)
- 18. Februar: Devery Freeman, US-amerikanischer Drehbuchautor († 2005)
- 20. Februar: Rolf Italiaander, deutscher Schriftsteller und Kunstsammler († 1991)
- 22. Februar: Hugh Garner, kanadischer Schriftsteller († 1979)
- 26. Februar: Hermann Lenz, deutscher Schriftsteller († 1998)
- 27. Februar: Irwin Shaw, US-amerikanischer Schriftsteller. († 1984)
- 05. März: Karl Ewald Böhm, deutscher Schriftsteller und Leiter der Zensurbehörde der DDR († 1977)
- 08. März: Mouloud Feraoun, algerischer Schriftsteller († 1962)
- 13. März: Ema Shōko, japanische Dichterin und Librettistin († 2005)
- 13. März: Sergei Michalkow, russischer Schriftsteller († 2009)
- 18. März: Ishida Hakyō, japanischer Lyriker († 1969)
- 19. März: Günter Neumann, deutscher Komponist, Autor und Kabarettist († 1972)
- 21. März: Werner Höfer, deutscher Journalist († 1997)
- 23. März: Piero Chiara, italienischer Schriftsteller († 1986)
- 10. April: Stefan Heym, deutscher Schriftsteller († 2001)
- 15. April: Hans Egon Holthusen, deutscher Dichter († 1997)
- 15. April: Manfred Schmidt, deutscher Comic-Zeichner und humoristischer Reiseschriftsteller († 1999)
- 17. April: Miss Read, britische Schriftstellerin († 2012)
- 18. April: Werner Steinberg, deutscher Schriftsteller († 1992)
- 21. April: Norbert Frýd, tschechischer Schriftsteller und Publizist († 1976)
- 28. April: Yang Shuo, chinesischer Lyriker und Essayist († 1968)
- 07. Mai: Kurt Kauter, deutscher Schriftsteller († 2002)
- 11. Mai: Robert Jungk, österreichischer Publizist, Journalist und Zukunftsforscher († 1994)
- 13. Mai: Helmut Weiß, deutscher Schriftsteller († 2000)
- 18. Mai: Nicolás Gómez Dávila, kolumbianischer Philosoph und Aphoristiker († 1994)
- 18. Mai: Charles Trenet, französischer Sänger, Komponist, Dichter und Maler († 2001)
- 22. Mai: Dominique Rolin, belgische Schriftstellerin französischer Sprache († 2012)
- 24. Mai: Roland Kohlsaat, deutscher Comiczeichner, Illustrator und Autor († 1978)
- 26. Mai: Pierre Daninos, französischer Journalist und Schriftsteller († 2005)
- 02. Juni: Barbara Pym, britische Schriftstellerin († 1980)
- 09. Juni: Sugiura Mimpei, japanischer Schriftsteller und Literaturkritiker († 2001)
- 17. Juni: Felix Hartlaub, deutscher Schriftsteller († 1945)
- 20. Juni: Laure Wyss, Schweizer Schriftstellerin († 2002)
- 25. Juni: Wilhelm Sandfuchs, deutscher Kirchenjournalist († 1999)
- 26. Juni: Aimé Césaire, afrokaribisch-französischer Dichter, Schriftsteller und Politiker († 2008)
- 28. Juni: Franz Antel, österreichischer Filmregisseur, -produzent und Drehbuchautor († 2007)

### Zweites Halbjahr
- 05. Juli: Hanuš Bonn, tschechischer Dichter, Literaturkritiker und Übersetzer († 1941)
- 11. Juli: Cordwainer Smith, US-amerikanischer Schriftsteller († 1966)
- 17. Juli: Roger Garaudy, französischer Schriftsteller, Philosoph und früherer Kommunist († 2012)
- 01. August: Furusawa Taiho, japanischer Haiku-Dichter († 2000)
- 04. August: Noboru Nakamura, japanischer Regisseur und Drehbuchautor († 1981)
- 04. August: André Verdet, französischer Maler, Dichter und Bildhauer († 2004)
- 11. August: Angus Wilson, britischer Schriftsteller († 1991)
- 20. August: Karl Heinz Robrahn, deutscher katholischer Lyriker († 1987)
- 21. August: Wiktor Rosow, russischer Dramatiker († 2004)
- 26. August: Boris Pahor, slowenischsprachiger Schriftsteller († 2022)
- 02. September: Agnes-Marie Grisebach, deutsche Schriftstellerin († 2011)
- 17. September: Mira Lobe, österreichische Kinderbuchautorin († 1995)
- 26. September: Ernst Schnabel, deutscher Schriftsteller († 1986)
- 28. September: Edith Pargeter, britische Krimi-Schriftstellerin († 1995)
- 29. September: Ramón de Garciasol, spanischer Schriftsteller († 1994)
- 06. Oktober: Meret Oppenheim, Schweizer surrealistische Künstlerin und Lyrikerin († 1985)
- 09. Oktober: Karl Waldemar Schütz, deutscher Verleger und Herausgeber († 1999)
- 10. Oktober: Claude Simon, französischer Schriftsteller († 2005)
- 19. Oktober: Vinícius de Moraes, brasilianischer Dichter († 1980)
- 25. Oktober: Ruth Dirx, deutsche Autorin († 1994)
- 27. Oktober: Jean Rousselot, französischer Dichter und Schriftsteller († 2004)
- 02. November: Alexander Borell, deutscher Autor zahlreicher Unterhaltungs- und Fortsetzungsromane († 1998)
- 03. November: Albert Cossery, ägyptischer frankophoner Schriftsteller († 2008)
- 07. November: Albert Camus, französischer Schriftsteller und Mitglied der Résistance († 1960)
- 15. November: Guy Green, britischer Kameramann, Regisseur und Drehbuchautor († 2005)
- 15. November: Arthur Haulot, belgischer Journalist, Humanist und Dichter († 2005)
- 16. November: Jan Bielatowicz, polnischer Lyriker, Schriftsteller, Journalist, Literaturkritiker und Bibliograf († 1965)
- 21. November: Volker von Collande, deutscher Schauspieler, Drehbuchautor und Regisseur († 1990)
- 21. November: Gretl Zottmann, deutsche Schriftstellerin und Lyrikerin († 1975)
- 24. November: Muriel Gantry, britische Romanautorin († 2000)
- 26. November: Gordon A. Craig, US-amerikanischer Historiker und Schriftsteller († 2005)
- 09. Dezember: Fritz Graßhoff, deutscher Maler, Zeichner, Schriftsteller und Schlagertexter († 1997)
- 18. Dezember: Alfred Bester, US-amerikanischer Science-Fiction-Autor († 1987)
- 18. Dezember: Ćamil Sijarić, bosnisch-jugoslawischer Schriftsteller († 1989)
- 22. Dezember: Rudolf Krämer-Badoni, deutscher Schriftsteller († 1989)
- 25. Dezember: Henri Nannen, deutscher Verleger und Publizist († 1996)

## Gestorben
- 02. Januar: Julius Euting, deutscher Orientalist und Bibliothekar (* 1839)
- 17. Februar: Joaquin Miller, US-amerikanischer Schriftsteller (* 1839)
- 13. März: Thomas Peter Krag, norwegischer Schriftsteller (* 1868)
- 29. April: Erich Schmidt, deutscher Literaturhistoriker (* 1853)
- 12. Mai: Friedrich Huch, deutscher Dichter und Schriftsteller (* 1873)
- 15. Mai: Adolf Wahrmund, deutscher Orientalist und Schriftsteller (* 1827)
- 04. Juni: Léon Deubel, französischer Lyriker (* 1879)
- 13. Juni: Henri Rochefort, französischer Journalist und Schriftsteller (* 1830)
- 08. Juli: Louis Hémon, französischer Schriftsteller (* 1880)
- 01. August: Lessja Ukrajinka, ukrainische Dichterin, Dramaturgin und Übersetzerin (* 1871)
- 03. August: Friedrich Wilhelm Putzger, deutscher Pädagoge und Schulbuchautor (* 1849)
- 07. August: Josef Ohrwalder, österreichischer Missionar und Autor (* 1856)
- 08. August: Hermann Harry Schmitz, deutscher Bürokaufmann und Verfasser grotesker Erzählungen und Einakter sowie Essayist (* 1880)
- 14. Oktober: Norbert Hanrieder, österreichischer Mundartdichter und Priester (* 1842)
- 25. Oktober: Frederick Rolfe, britischer Schriftsteller (* 1860)
- 01. Dezember: Juhan Liiv, estnischer Dichter und Erzähler (* 1864)